# Rapsodia
Una rapsodia era, en la Antigua Grecia, el fragmento de un poema épico que un rapsoda recitaba, cantaba o declamaba de manera independiente del resto de la obra, usualmente acompañado de una cítara o lira. Por ejemplo, la declamación de uno o más cantos (o pasajes sueltos) de los poemas de Homero, la Ilíada y la Odisea, podría considerarse en la Grecia antigua como una rapsodia.

## Etimología
El término '"rapsodia"' procede del griego antiguo rhapsōidía (ῥαψῳδία), sustantivo formado a partir de rhaptein («ensamblar») y aidein («canción»). «Rapsodia» significa por tanto, literalmente, «canción ensamblada», «canción encadenada» o también «partes ensambladas de una canción».

## En literatura
Actualmente, en el ámbito de la literatura, se considera un término peyorativo, por considerar el texto resultante como compuesto a base de fragmentos o partes dispares que se han ido encadenando.

## En música
En el ámbito de la música, se conoce como rapsodia al tema que se compone a partir de la unión libre de diversas unidades rítmicas y temáticas, que no tienen vínculo entre sí. En siglos pasados, compositores como Johannes Brahms y Franz Liszt crearon rapsodias que se volvieron populares.
No obstante, no podemos pasar por alto otras composiciones de ese tipo importantes a lo largo de la historia. Este sería el caso, por ejemplo, de las siguientes:
- Rhapsody in Blue. En el año 1924 se escribió esta composición por parte de George Gershwin que la estrenó ese mismo año en Nueva York. Elementos clásicos y otros propios del jazz se combinan en la misma, cuya versión de 1946, realizada por Ferde Grofé, está considerada como una de las piezas más importantes de todos los tiempos en Estados Unidos.
- Rapsodia sobre un tema de Paganini. El compositor ruso Serguéi Rajmáninov (1873 – 1943) fue quien llevó a cabo la creación de esta pieza que viene a ser un conjunto de algo más de veinte variaciones respecto a Capricho n.º 24 del violinista y compositor italiano Niccoló Paganini.

Más cerca en el tiempo, una de las rapsodias más famosas es Rapsodia bohemia o Bohemian Rhapsody, del grupo Queen. Fue compuesta por Freddie Mercury y editada en el disco “A Night at the Opera”, que salió a la venta en 1975.